# Анназиды
Анназиды, или Бану Анназ, иногда Бану Айяр (перс. بنی عیاران‎, сорани عەننازی) — династия курдского происхождения, различные ветви которой правили в Восточном Курдистане в 991—1116 годах. Период правления Анназидов был временем политической нестабильности, но они были последней крупной курдской династией, правившей в центральном Загросском регионе.
Столицей государства был Хулван, а центрами удельных владений — Шахризор, Банданиджин и Динавар. Династия опиралась на курдский клан Шазанджанов.

## Этимология
Средневековый курдский историк Али ибн аль-Асир заявлял, что имя Анназ происходит от слова ’anz, означающего «коза», и означает владельца, торговца или пастуха коз. Однако Шарафхан Бидлиси и Хамдаллах Казвини приводили в пример имя Бану Айяр, утверждая, что арабское слово ’ayyār, означающее «умный, проницательный», также распространено в курдском и персидском языках и использовалось в качестве прозвища для курдских семей, в то время как ни ’anz, ни annaz не упоминается в курдских словарях.

## География
Анназиды в основном контролировали территории Курдистана и Лурестана в горах Загроса, в районе современной ирано-иракской границы, с городами Кармисин, Хулван, Динавар, Шахризор, Дакука, Даскара, Мандали и Нумания.

## История

### Мухаммед ибн Анназ
Основателем династии Анназидов был Абу’ль-Фатх Мухаммед ибн Анназ, правивший в Хулване, и, вероятно, связанный с администрацией багдадского эмира Фируза ибн Фанна-Хосрова (989—1012) из династии Бувейхидов. Во время своего 20-летнего правления он воевал с Укайлидами (у которых временно захватив Дакуку в 998 году), и разбил Мазьядидов у Ханакина. В 999 году Мухаммед напал на Захмана ибн Хенди, правителя Ханекина, уничтожив всю его семью.
В 1006 году хасанвейхид Бадр ибн Хасанвейх и мазьядид Али ибн Мазьяд послали 10-тысячное войско против Анназидов, что вынудило Мухаммеда искать убежища у бувейхидского визиря Хасана ибн Мансура в Багдаде. В договоре, заключённом в том же году между двумя курдскими династиями, Мухаммед признал себя вассалом Хасанвейхидов.

### Фарис ибн Мухаммед
Мухаммеду, умершему в 1010 году, наследовал его старший сын Фарис ибн Мухаммед (более известный по лакабу Хусам-ад-Даула), а двое его других сыновей получили удельные владения: Мухалхиль стал правителем Шахризора, а Сурхаб — Банданиджина. Время правление Фариса было наполнено междоусобными распрями и внутренними конфликтами. По этой причине граница его владений сильно колебалась, в периоды успехов достигая Джамиайна, а во времена неудач ограничиваясь небольшой территорией в западном Иране. Фарис женился на представительнице Мазьядидов и выдал свою сестру Фулану замуж за Дубайса, сына и наследника Али ибн Мазьяда, что улучшило отношения между двумя династиями.
В начале своего правления Фарис отразил нападение нового багдадского визиря Фахр-аль-Мулька, но вынужден был отступить в Хулван, пока не было подписано перемирие. После убийства Бадра ибн Хасанвейха и его сына Хилаля (в 1014 году) племена луров и шазанджанов перешли под контроль Фариса. В ответ бувейхидский эмир Хамадана Фулан ибн Али освободил Захира ибн Хилаля (внука Бадра), захваченного им в плен в одной из битв. Захир выступил против Анназидов, которым пришлось отойти к Хулвану. Война закончилась, когда Захир, женившись на дочери Фариса, стал править в Нахраване. Однако  в следующем году Фарис напал на Захира, убил его и захватил все владения Хасанвейхидов. Абу’ль-Фатх, старший сын Фариса, был назначен наместником Динавара.
В 1019 году Фарис победил Фулана ибн Али и остановил турок-огузов, захвативших Хамадан и напавших на Динавар и Асадабад. В 1030 году он победил Мазьядидов и взял Дакуку. В 1037 году Фарис вёл войну с багдадскими Бувейхидами, закончившуюся безрезультатно. В 1038 году он захватил Кармисин, пленив его правителя из династии Кухидов, а затем повёл свои войска к кухидским крепостям Арнабе и Куланджану. В этот период Фарис укрепил свою власть в пределах династии; два его брата, Мухалхиль и Сурхаб, сохраняли автономное правление в Шахризоре и Банданиджине.
В 1038 году Фарис был захвачен в плен вместе с сыном, пытаясь взять Шахризор, контролируемый его братом Мухалхилем, но тот получил помощь от Мухаммеда ибн Рустама, эмира Исфахана и Хамадана из династии Каквейхидов, который после этого захватил Динавар, Кармисин и большую часть территории Анназидов. Фариса освободили, но его сын остался в заложниках в плену. Вскоре Сурхаб, другой брат Фариса, захватил Дакуку, и Фарис обратился за помощью к бувейхидскому эмиру Багдада Ширзилу ибн Фирузу, при посредничестве которого ему были возвращёны Хулван и другие владения. Отношения Фариса с братьями на время улучшились, но боевые действия возобновились после того, как Мухалхиль отказался освободить сына Фариса — Абу’ль-Фатха. Фарис в 1040 и 1042 годах дважды нападал на владения брата, но не смог освободить сына, умершего в плену. Во время второй кампании Мухалхиль устроил большую резню в Санде и других регионах, находящихся под контролем его брата.
В 1045 году, сельджукский султан Тогрул-бек отправил своего сводного (по матери) брата Ибрагима Инала в курдские районы, и Фарису пришлось бежать из Динавара в Кармисин, а затем в цитадель Сирван на реке Дияле, где вокруг него сплотилось множество курдов. Два брата попытались объединиться, но силам Инала удалось захватить Хулван, Махидашт и напасть на Ханакин. Фарис ибн Мухаммед умер в апреле 1046 года в Сирване, и его сторонники сплотились вокруг его брата Мухалхиля.

### Мухалхиль ибн Мухаммед
Саада, сын Фариса, встал на сторону Инала и, таким образом, возобновил внутреннюю борьбу среди Анназидов. Когда Инал захватил Хулван в 1046 году, он отдал город Бадру ибн Захиру, сыну Захира ибн Хилаля из династии Хасанвейхидов (при этом Бадр был также внуком Фариса ибн Мухаммеда от его дочери). Мухалхиль отправился в 1050 году на встречу с Тогрул-беком, который подтвердил его власть над Сирваном, Дакукой, Шахризором и Самананом и освободил его брата Сурхаба. Сельджуки получили новую возможность вмешаться в дела Анназидов после того, как Мухалхиль был схвачен его племянником Саадой, а его сын Бадр ибн Мухалхиль обратился за помощью к Тогрул-беку. Отказавшись освободить своего пленника, Саада столкнулся с несколькими сельджукскими вторжениями и, наконец, вступил в безуспешный союз с Хосровом-Фирузом ибн Марзубаном, последним бувейхидским эмиром Багдада, который потерпел окончательное поражение в 1055 году. В том же году Мухалхиль умер в сельджукском плену.

### Последние правители
Впоследствии государство Анназидов пришло в упадок, став вассалом Сельджукского султаната. Сурхаб ибн Бадр, внук Мухалхиля ибн Мухаммеда, был назначен атабеком (наместником) Малого Лурестана (Лор-е Кучик); там же правил и его сын Абу-Мансур, на котором династия прекратилась.
Все важные культурные и экономические центры также пострадали в последующие века. Что касается наследия Анназидов, историк Франц утверждал:
Похоже, что они не получили поддержки местного населения и не оставили после себя значительного культурного наследия. В более широком контексте партикуляризма периода усиливающийся конфликт между Буидами, Какуидами и Сельджуками препятствовал установлению политической и социально-экономической стабильности, аналогичной той, что существовала при предыдущих курдских режимах Марванидов, Шаддадидов и Хасануидов.
После эпохи Анназидов их территория была включена во владения Хуршидидов, атабеков Малого Лурестана (1184—1597).

## Список правителей
| Годы правления | Годы правления | Имя                                          | Примечание                                                                                           |
| начало         | конец          | Имя                                          | Примечание                                                                                           |
| -------------- | -------------- | -------------------------------------------- | --- |
| 991            | 1010           | Абу’ль-Фатх Мухаммед ибн Анназ               | сын Анназа; эмир Хулвана                                                                             |
| 1010           | 1046           | Хусам-ад-Даула Абу’ш-Шавк Фарис ибн Мухаммед | сын Мухаммеда ибн Анназа; эмир Хулвана                                                               |
| 1010           | 1055           | Абд-аль-Маджид Мухалхиль ибн Мухаммед        | сын Мухаммеда ибн Анназа; эмир Шахризора                                                             |
| 1010           | после 1050     | Сурхаб ибн Мухаммед                          | сын Мухаммеда ибн Анназа; эмир Банданиджина                                                          |
| 1014           | 1038           | Абу’ль-Фатх ибн Фарис                        | сын Фариса ибн Мухаммеда; эмир Динавара                                                              |
| 1046           | после 1055     | Саада ибн Фарис                              | сын Фариса ибн Мухаммеда; эмир Сирвана                                                               |
| с 1046         |                | Бадр ибн Захир                               | сын Захира ибн Хилаля (из династии Хасанвейхидов), внук Фариса ибн Мухаммеда по матери; эмир Хулвана |
| с 1055         |                | Бадр ибн Мухалхил                            | сын Мухалхила ибн Мухаммеда; эмир Шахризора                                                          |
|                | до 1107        | Сурхаб ибн Бадр                              | сын Бадра ибн Мухалхила; эмир Шахризора, затем атабек Малого Лурестана                               |
| 1107           | 1116           | Абу-Мансур ибн Сурхаб                        | сын Сурхаба ибн Бадра; атабек Малого Лурестана                                                       |

## Генеалогия
- Анназ.
  - Абу’ль-Фатх Мухаммед ибн Анназ († 1010); эмир Хулвана (991—1010).
    - Хусам-ад-Даула Абу’ш-Шаук Фарис ибн Мухаммед († 1046); эмир Хулвана (1010—1046).
      - Абу’ль-Фатх ибн Фарис († после 1042); эмир Динавара (1014—1038).
      - Саада ибн Фарис; эмир Сирвана (1046—после 1055).
        - Фулан ибн Саада.

    - (дочь) бинт Фарис; жена Захира ибн Хилаля аль-Хасануйи.
      - Бадр ибн Захир; эмир Хулвана с (1046).

    - Абу’ль-Маджид Мухалхиль ибн Мухаммед († 1055); эмир Шахризора (1010—1055).
      - Бадр ибн Мухалхиль; эмир Шахризора (с 1055).
        - Сурхаб ибн Бадр († 1107); эмир Лурестана (до 1107).
          - Абу-Мансур ибн Сурхаб († 1116); эмир Лурестана (1107—1116).

      - Малик ибн Мухалхиль.
      - Абу’ль-Ганаим ибн Мухалхиль.
      - Мухаммед ибн Мухалхиль.

    - Саада ибн Мухаммед († 1015).
    - Сурхаб ибн Мухаммед († после 1050); эмир Банданиджина (1010—после 1050).
      - Абу’ль-Аскар ибн Сурхаб.

    - Фулана бинт  Мухаммед; жена Дубайса I ибн Али аль-Мазьяди.